# Ischionodonta pustulosa
Ischionodonta pustulosa är en skalbaggsart som först beskrevs av White 1855.  Ischionodonta pustulosa ingår i släktet Ischionodonta och familjen långhorningar.
Artens utbredningsområde är Venezuela. Inga underarter finns listade i Catalogue of Life.